# Parafia św. Jana Chrzciciela w Murzynowie Kościelnym
Parafia Świętego Jana Chrzciciela w Murzynowie Kościelnym – parafia rzymskokatolicka, znajdująca się w archidiecezji poznańskiej, w dekanacie średzkim. 